# Hemiptarsenus nevadensis
Hemiptarsenus nevadensis är en stekelart som först beskrevs av Girault 1917.  Hemiptarsenus nevadensis ingår i släktet Hemiptarsenus och familjen finglanssteklar. Inga underarter finns listade i Catalogue of Life.